# NECIC
Northern European Command Infantry Competition, abgekürzt NECIC, war ein Militärwettkampf, ursprünglich vorgesehen für die Mitgliedsstaaten des NATO NEC (Northern Europe Command). Der NECIC oder im allgemeinen Sprachgebrauch vereinfacht „NEC“-Wettbewerb, fand alljährlich in den Herbstmonaten statt. In ausgesuchten Kampfkompanien (Jäger, Fallschirmjäger, Panzergrenadiere etc.) der nördlichen NATO-Bündnisstaaten Norwegen, Dänemark und Bundesrepublik Deutschland (Korpsbereich LANDJUT) wurden sogenannte NEC-Züge gebildet, die sich mehrere Monate lang auf den physisch wie psychisch stark fordernden Wettbewerb vorbereiteten.

## Organisation
Der NEC-Wettkampf stand unter der Gesamtaufsicht des CINCNORTH (Oberbefehlshaber Allied Forces Northern Europe). Auf Divisionsebene wurden NEC-Vorwettkämpfe der verschiedenen Mannschaften durchgeführt, um eine Auswahl zu treffen.

## Geschichte
Der NECIC wurde im Jahr 1969 im Kommandobereich Europa Nord erstmals durchgeführt. Ziel war ein Vergleich infanteristischer Leistungen der Teilnehmer und eine Förderung der freundschaftlichen Beziehungen der Teilnehmerstaaten untereinander. Der NECIC, der in der zweiten Septemberwoche des Jahres stattfand, sah sich in der Tradition des Rommelpreises auf dem Truppenübungsplatz Hammelburg und wurde unter der Leitung des CINCNORTH mit seinen vielseitigen und körperlich wie psychisch belastenden Disziplinen weiterentwickelt.
Am jährlichen Wettkampf nahmen Mannschaften aus Großbritannien (Heer und Marineinfanterie), Kanada und Niederlande (Marineinfanterie) in den drei NEC-Austragungsländern Bundesrepublik Deutschland, Dänemark und Norwegen statt.
Diese drei Staaten entsandten eine 22 Mann starke Mannschaft, die aus einem Mannschaftsführer, einem stellvertretenden Mannschaftsführer, zwei Wettkampfgruppen zu je einem Gruppenführer und sieben Soldaten (ausgestattet mit 7 Sturmgewehren und einem MG) und vier Ersatzsoldaten bestanden. Die deutsche Mannschaft wurde wechselweise durch Angehörige der 6. Panzergrenadierdivision und des Territorialkommandos Schleswig-Holstein vertreten.
Drei Monate vor Beginn des Wettkampfes waren die Kompanien zu melden, die eine Mannschaft für den Wettkampf stellten. Der NECIC wurde in der Regel am Montag durch den Land Deputy des AFNORTH und dem dienstältesten Offizier des Gastgeberlandes mit einem Lagevortrag und einer Einweisung eröffnet. Der Nachtspähtrupp begann in der Dienstagnacht und endete mit der offiziellen Siegerehrung durch den CINCNORTH am Freitagvormittag.
Im Jahr 1985 erreichte mit 3.105 Punkten eine dänische Mannschaft den ersten Platz, gefolgt von Kanada und den Niederlanden. Weitere Teilnehmer waren Norwegen, Großbritannien und die Bundesrepublik Deutschland. Im Laufe des Wettbewerbes wurde eine eigene NECIC-Hindernisbahn entwickelt, die auf eine besondere Vielseitigkeit der Gruppe bei der Überwindung von Hindernissen angelegt war. Auf dem Truppenübungsplatz Putlos in Ostholstein befindet sich noch heute eine dieser NECIC-Hindernisbahnen, die von verschiedenen Einheiten während der Geländeausbildung genutzt wird. Die Übung Cooperative Best Effort (CBE), die vornehmlich in Tschechien oder Lettland abgehalten wurde, wurde nach 1992 der Nachfolger der NECIC-Wettbewerbe.

## Wettkampfdisziplinen
Der NECIC bestand aus folgenden Disziplinen:
- I Nachtspähtrupp: Spähtruppbefehl u. Vorbereitung. Verhalten beim Verlassen des Gruppennestes. Verhalten bei Annäherung im Zielgebiet. Aufklärungsergebnisse. Nicht-Aufgeklärtwerden durch Feind. Verhalten bei Rückkehr. Einhalten der Zeitvorgabe.
- II Infanteristischer Vielseitigkeitswettbewerb: Meldung. Selbst- u. Kameradenhilfe. Panzer- u. Hubschraubererkennungsdienst (NATO u. Warschauer Pakt). ABC-Abwehr. Geländeorientierung mit Karte u. Kompass. Entfernungsschätzen. Handgranatenwerfen. Gefechtsschießen Einzelschütze. Überwinden von Hindernissen. Gefechtsmäßiges Verhalten im Gelände.
- III Gruppengefechtsschießen bei Nacht: Bezug einer ausgebauten Verteidigungsstellung. Bekämpfen von aufklappbaren Zielen auf 30 bis 250 Metern Entfernung nach festgelegtem Zeit- u. Beleuchtungsplan. Gefechtsfeldbeleuchtung durch Signalpatronen, Alarmleuchtkörper, Weißlichtscheinwerfer und Mörserleuchtpatronen.
- IV Geländemarsch mit eingespielten Lagen: Marsch über 15 bis 15 Kilometer durch anspruchsvolles Gelände. Lagen: Verwundetentransport, Beobachten u. Melden, Überwinden von Hindernissen und Mitführen von Lasten u. Überwinden von Gewässern zu Fuß oder mit dem Schlauchboot
- V Gruppengefechtsschießen bei Tag: ähnliches Szenario wie Punkt III. Kampfentfernungen bis 350 Meter.[3]

## Wertungen
Die NEC-Mannschaft mit der höchsten Punktzahl erhielt das silberne Wikingerschiff als Wanderpreis. Darüber hinaus bekamen alle Gruppenmitglieder und die Ersatzleute der Siegermannschaft einen NEC-Schild und die Goldmedaille. Für die Zweit- u. Drittplatzierten entsprechend die Silber- beziehungsweise Bronzemedaille.
Am 17. September 1982 ergaben sich folgende Wertungen:
Mannschaftswertung
1. Bundesrepublik Deutschland 4.688 Punkte
2. Dänemark 4.247 Punkte
3. Norwegen 4.056 Punkte

Gruppenwertung
1. Kanada 2.782 Punkte
2. Niederlande 2.494 Punkte
3. Großbritannien 2.351 Punkte

### Deutsche Wettkampfmannschaften
1983 wurde der Wettkampf auf dem Gelände des Truppenübungsplatz Putlos ausgetragen.
Das „Silberne Wikingerschiff“ des internationalen Infanteriewettbewerb NECIC konnte 1969 eine Mannschaft des PzGrenBtl 161(mot) gewinnen.
Weitere deutsche Gewinner des Silbernen Wikingerschiffs (bzw. anderer Preise):
- 1969 Norwegen. Panzergrenadierbataillon 161
- 1971 Deutschland. Panzergrenadierbataillon 162 (Nationenpreis)
- 1977 TrÜbPl Putlos. Jägerbataillon 381
- 1981 Dänemark. Jägerbataillon 66 (Nationenpreis)
- 1982 Norwegen. Jägerbataillon 512
- 1983 TrÜbPl Putlos. Jägerbataillon 67 (2. Platz)
- 1986 TrÜbPl Putlos. Jägerbataillon 67
- 1987 Dänemark. 2. Jägerbataillon 512
- 1988 Evjemoen/Norwegen. Jägerbataillon 66
- 1989 TrÜbPl Putlos. Jägerbataillon 67
- 1992 Norwegen. Jägerbataillon 512
- 1994 TrÜbPl Putlos. Jägerbataillon 511

## Nordic Infantry Competition (NIC)
Als Nachfolger des NECIC kann die Nordic Infantry Competition (NIC) angesehen werden, die erstmals vom 8. bis 10. September 2017 bei regnerisch-kühlem Wetter unter Teilnahme von mehreren deutschen und einem dänischen Team auf dem Truppenübungsplatz Putlos stattfand. Ausgerichtet wurde die NIC 2017 von der RK HeimatSchtzBtl 813.
Zur NIC gehörten folgende Disziplinen:
- KLF-Marsch: 12 Kilometer mit 15 Kilogramm Gepäck unterhalb von zwei Stunden
- Wertungsschießen mit P8, G36 und MG3
- Handgranaten-Zielwerfen
- Parcours mit Zerlegen eines MG
- Beobachten und Melden. Identifizieren verschiedener militärischer Objekte und Anfertigen einer Geländeskizze
- Verwundetentransport: jedes Team trägt eine Verwundetentrage mit einem Kameraden über die Hindernisbahn
- Länderrätsel
- Feuer mit bestimmten Hilfsmitteln entzünden
- EOR: Erkennen und Benennen bestimmter Kampfmittel anhand einer Taschenkarte
- Panzererkennung
- NEC-Hindernisbahn[14]